# Estalagem da Ordem de Santiago
A Estalagem da Ordem de Santiago é um edifício histórico na localidade de Vila Nova de Milfontes, no Município de Odemira, em Portugal.

## Descrição
Consiste num edifício residencial de dois pisos, situado nas ruas da Alfândega e da Estalagem, na zona ribeirinha de Vila Nova de Milfontes. Destaca-se o painel de azulejos no vestíbulo, em azul e branco.

## História
Nos finais do século XVI, a povoação de Vila Nova de Milfontes era um dos pontos na importante estrada litoral entre a Moita e Lagos, unindo desta forma a capital ao Algarve. Porém, os viajantes encontravam grandes dificuldades na travessia do estuário do Rio Mira, situação que só foi resolvida nos princípios do século XVII, após a construção do Forte de São Clemente, tendo sido instalada uma barca e construída uma estalagem. Esta foi fundada em 1604 por ordem de D. Pedro da Silva, comendador da Ordem de Santiago, com autorização do rei D. João III. As estalagens eram consideradas de grande utilidade nessa altura, devido às largas distâncias a percorrer pelos viajantes. A estalagem não foi o único edifício erigido pela Ordem de Santiago em Vila Nova de Milfontes, tendo sido igualmente responsável pela construção da igreja matriz.

## Leitura recomendada
- QUARESMA, António Martins (1988). Apontamento Histórico sobre Vila Nova de Milfontes 2.ª ed. Vila Nova de Milfontes: [s.n.]